# Shravana socotraensis
Espèce
Synonymes
- Dhanus socotraensis Mahnert, 2007

Shravana socotraensis est une espèce de pseudoscorpions de la famille des Ideoroncidae.

## Distribution
Cette espèce est endémique de Socotra au Yémen.

## Systématique et taxinomie
Cette espèce a été décrite sous le protonyme Dhanus pohli par Mahnert en 2007. Elle est placée dans le genre Shravana par Harvey en 2016.

## Étymologie
Son nom d'espèce, composé de socotra et du suffixe latin -ensis, « qui vit dans, qui habite », lui a été donné en référence au lieu de sa découverte, Socotra.

## Publication originale
- Mahnert, 2007 : Pseudoscorpions (Arachnida: Pseudoscorpiones) of the Socotra Archipelago, Yemen. Fauna of Arabia, vol. 23, p. 271-307.